# Hedley Bull
Hedley Norman Bull (n. 10 iunie 1932, Sydney, Noul Wales de Sud, Australia – d. 18 mai 1985, Oxford, Anglia, Regatul Unit) a fost profesor de relații internaționale la Universitatea Națională Australiană, Școala de Economie din Londra și Universitatea din Oxford până la moartea sa de cancer în 1985. A fost profesor Montague Burton de Relații Internaționale la Oxford din 1977 până în 1985.

## Biografie
Născut în Sydney, Australia, Bull a urmat liceul Fort Street High School. A continuat studiile de istorie și filosofie la Universitatea din Sydney, unde a fost puternic influențat de filosoful John Anderson. În 1953, Bull a părăsit Australia pentru a studia politica la Oxford, iar după doi ani a fost numit ca asistent de conferințe în relații internaționale la London School of Economics and Political Science (LSE).
În 1965, Bull a fost numit director al Unității de Control și Dezarmare a Forțelor din biroul britanic de Afaceri Externe, renunțând la identitatea sa australiană pentru cetățenie britanică. Doi ani mai târziu, în 1967, a fost numit profesor de relații internaționale la Universitatea Națională Australiană (ANU) din Canberra.
În 1977, Bull a publicat lucrarea sa principală, "Societatea Anarhică". Este larg considerată ca fiind un text cheie în domeniul relațiilor internaționale și este văzută și ca text central al așa-numitei "Școli engleze" de relații internaționale. În această carte, el argumentează că, în ciuda caracterului anarhic al arenei internaționale, aceasta este caracterizată de formarea nu numai a unui sistem de state, ci și a unei societăți de state. Cerințele sale pentru ca o entitate să poarte numele de stat sunt că aceasta trebuie să revendice suveranitatea asupra (i) unui grup de persoane (ii) unui teritoriu definit și să aibă un guvern. Statele formează un sistem atunci când au un grad suficient de interacțiune și impact asupra deciziilor celorlalte, astfel încât să "se comporte - cel puțin într-o măsură - ca părți ale unui întreg". Un sistem de state poate exista fără a fi și o societate de state. O societate de state apare "atunci când un grup de state, conștient de un interes comun și de valori comune, formează o societate în sensul că se consideră legate de un set comun de reguli.

## Opera
- The control of the arms race: Disarmament and arms control in the missile age (1965)
- Strategic studies and its critics (1967)
- The Anarchical Society: A Study of Order in World Politics (1977)
- The Expansion of International Society, co-edited with Adam Watson (1984).
- Intervention in World Politics (1984)
- Justice in international relations (1984) (1983-84 Hagey lectures)
- The Challenge of the Third Reich (1986) (The Adam von Trott Memorial Lectures)